# Chiesa di Santa Maria Assunta (Oliena)
La chiesa di Santa Maria Assunta è un edificio religioso situato ad Oliena, centro abitato della Sardegna centrale. Consacrata al culto cattolico, fa parte della parrocchia di San Ignazio di Loyola, diocesi di Nuoro.
Ex chiesa parrocchiale fino al 1791, è la più antica tra le chiese tuttora esistenti nel paese barbaricino.

## Storia e descrizione
Questa chiesa venne edificata nel medioevo, quando Oliena, che faceva parte del Giudicato di Gallura, si trovava sotto la dominazione pisana. Originariamente sorgeva fuori dal centro abitato, circondata dal cimitero. A causa di numerosi rimaneggiamenti, l'aspetto attuale è molto diverso da quello che aveva in principio.  L'edificio presentava una navata unica affiancata dal XVI secolo da otto cappelle, dalle quali era separata da archi a sesto acuto, dedicate a San Sebastiano, alla Madonna del Rosario, a Sant'Ignazio, San Giuliano, Sant'Antonio da Padova, San Tommaso, alle Anime del Purgatorio e a San Biagio. Secondo quanto riportato dal vicario Lovicu nel 1777, queste cappelle (tranne quella di San Biagio) erano state fondate dalle persone benestanti di Oliena per assicurarvisi il diritto di sepoltura, esteso anche ai loro discendenti.

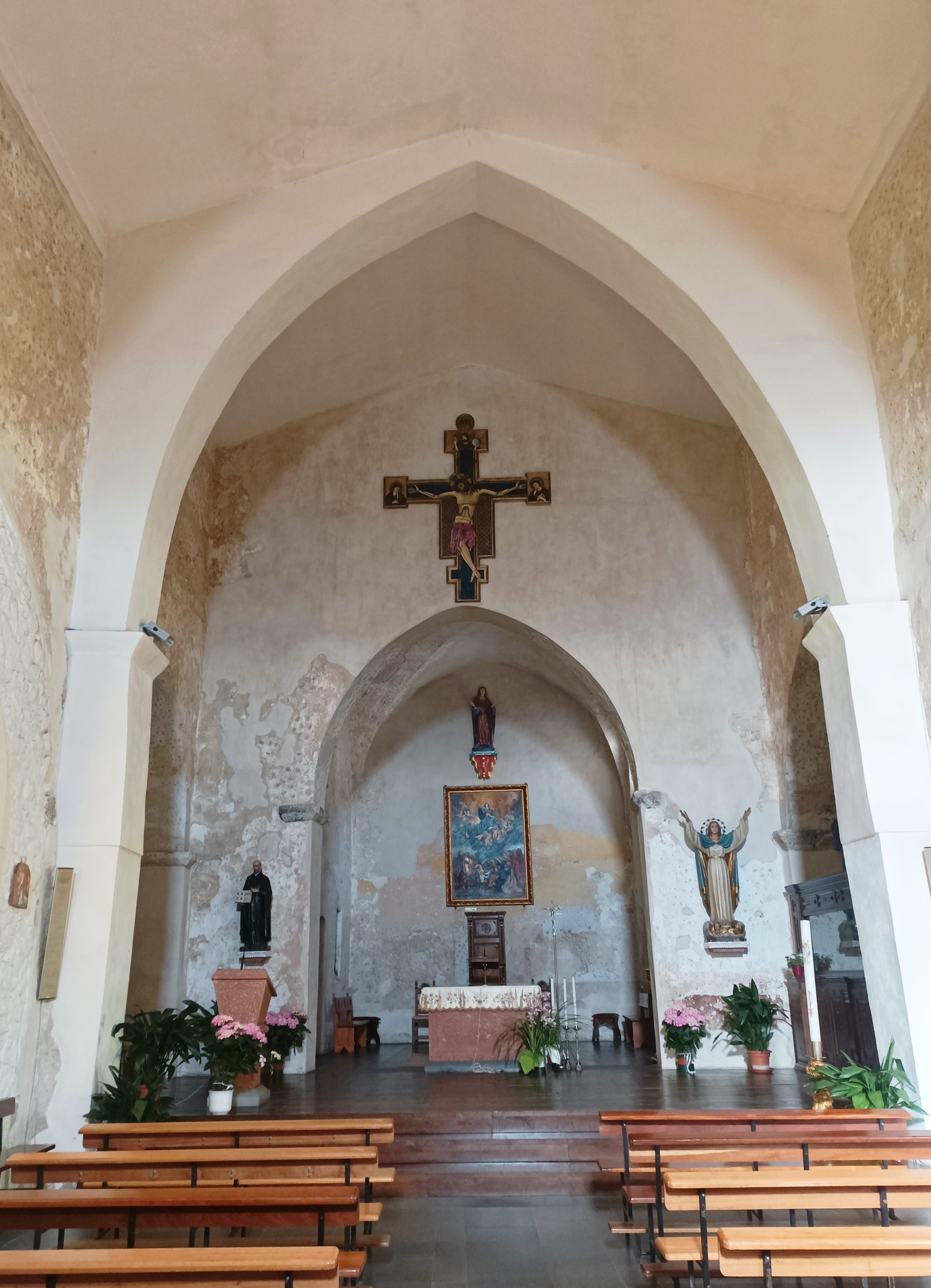
L'interno attuale

L'altare ligneo, che poggiava su un ripiano (anch'esso in legno), era decorato nella parte superiore con degli intarsi preziosi e presentava tante nicchie terminanti con delle guglie, dove erano collocate le statue dei santi. Nella nicchia centrale era ospitato il simulacro della Madonna di Locòe. Dietro l'altare erano posti il coro e l'organo. 

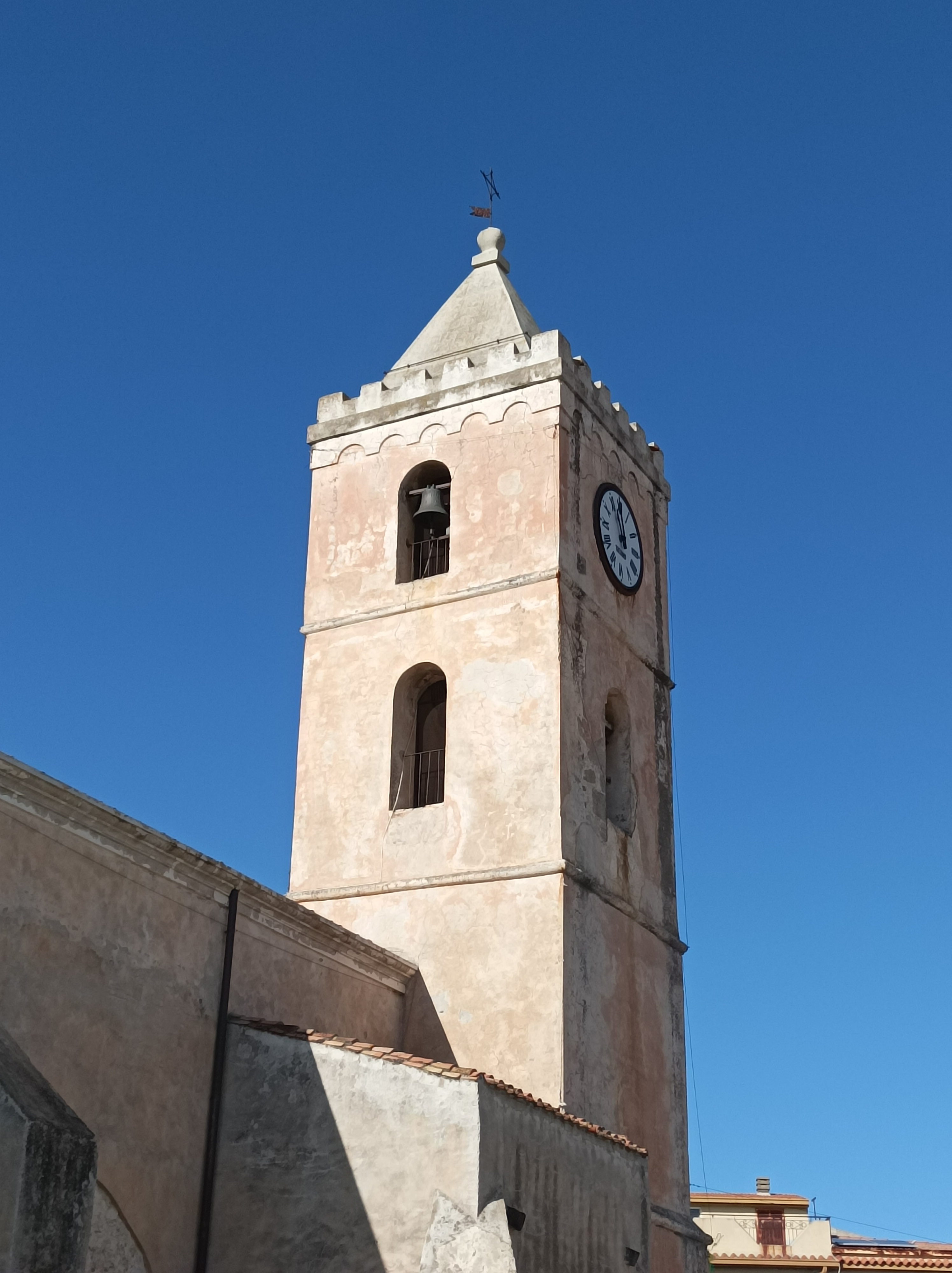
Il campanile

Durante la dominazione aragonese, sul campanile, probabilmente eretto su un basamento a scarpa di età medievale, vennero collocate quattro teste di moro in basalto, che furono poi divelte nel 1923 quando la torre campanaria fu sopraelevata per sistemarvi l'orologio pubblico e una cuspide piramidale sulla sua sommità, su cui svetta un globo sormontato da una croce metallica con banderuola. Il maggiore stravolgimento subito dalla chiesa fu l'abbattimento di sei cappelle. Nel restauro iniziato negli anni '90 del XX secolo si sono messi in evidenza i profili degli archi a sesto acuto che separavano la navata dalle sei cappelle ormai scomparse, ora murati con al centro una finestrella che comunica con l'esterno. Nei secondi archi, su entrambi i lati, sono presenti delle porte che consentono l'ingresso laterale alla navata. La facciata è abbastanza semplice, con rosone a cinque cornici concentriche e con un portale in legno che chiude un ingresso ad arco a tutto sesto.
L'edificio è in una posizione sopraelevata rispetto al piano stradale, all'interno di un cortile con giardino che fino al 2019 era completamente circondato da un muraglione in pietra chiuso da un piccolo cancello; dopo i recenti lavori di ristrutturazione, la parte che si affaccia sulla piazza omonima è stata convertita in grandinata.
Nella cappella sul lato destro si può ammirare un presepe in cui i personaggi indossano l'abito tradizionale di Oliena.

## Il patrimonio artistico
Ogni cappella di Santa Maria ospitava un retablo. Quando la chiesa fu dichiarata inagibile nel 1904 a causa del crollo del tetto, questi dipinti furono trasferiti nella Parrocchia di Sant'Ignazio. Purtroppo a causa del cattivo stato di conservazione, molto poco rimane di queste opere. Oggi alcuni di questi retabli, seppur smembrati, sono stati riconosciuti dallo storico dell'arte Gian Gabriele Cau in una collezione privata a Roma. La più importante di queste opere secondo la storica dell'arte statunitense Georgiana Goddard King, che ebbe modo di ammirarle negli anni '20 del Novecento, è il Retablo di San Sebastiano, commissionato al maestro di Ozieri Andrea Sanna nel 1602 dal nobile Monserrato Tolo e dalla moglie Andreana Satta Manca. Oggi di quest'opera si conserva solo la parte in cui è ritratta la Madonna di Monserrat con Gesù Bambino e San Giuseppe. Nell'opera sono ben visibili la montagna di Monserrato e il santuario. Ai lati erano ritratti i committenti dell'opera. Un'altra opera menzionata sia dalla Goddard che dal Sale è il Retablo dell'Assunzione della Vergine, attribuito dal Cau al Maestro di Tonara del quale si sono conservate quattro tavole, collocato nella cappella dedicata a San Tommaso.
Del Retablo della Passione di Cristo, attribuito anch'esso al Maestro di Tonara, sopravvivono tre tavole, ora facenti parte di una collezione privata romana. Quello che si è meglio conservato ed è tuttora esposto nella prima sala dell'ex Collegio Gesuitico è senza dubbio il Retablo di San Cristoforo, risalente agli anni tra il 1525-49, e attribuibile al Maestro di Oliena. Era collocato nella cappella di San Giuliano.
Attualmente al suo interno sono esposte tre grandi tele dell'artista sarda Liliana Cano, raffiguranti Il Battesimo di Cristo, L'Ultima Cena e La Crocifissione.

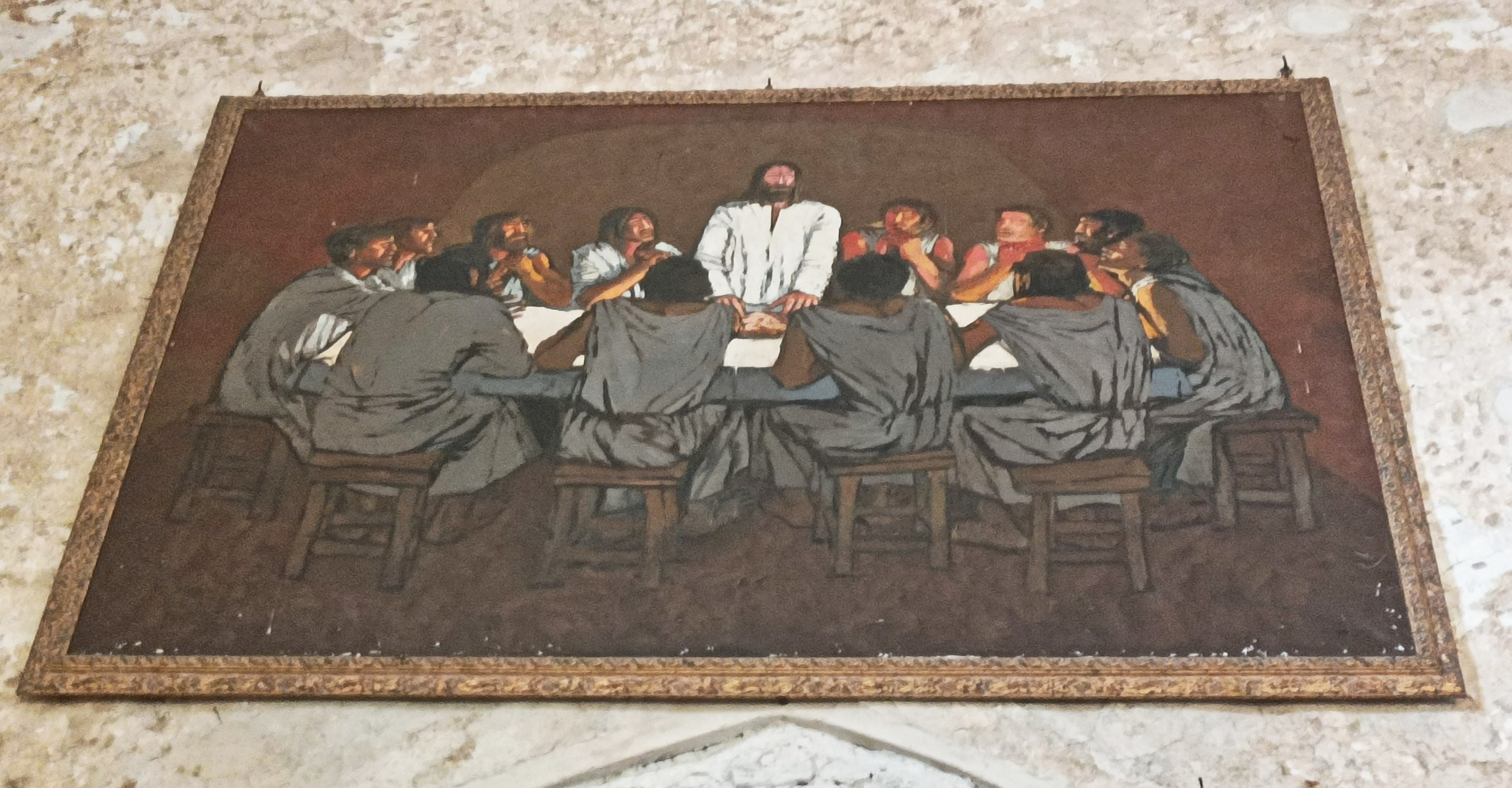
L'Ultima Cena dipinta da Liliana Cano

## S'Incontru
Nella piazza omonima antistante la chiesa, la Domenica di Pasqua si svolge il rito di S'Incontru, che prevede l'incontro tra i simulacri del Cristo Risorto e della Vergine Maria, tra due ali di folla e seguiti entrambi da due cortei di donne e uomini che indossano l'abito tradizionale olianese. Per l'occasione la piazza viene ricoperta da un manto di erbe aromatiche che verranno bruciate nei falò della notte di san Giovanni. Nel cortile sopra la gradinata sono schierati dei fucilieri che sparano a salve.